# Beilin, Suihua
Beilin är ett stadsdistrikt och säte för stadsfullmäktige i Suihua i Heilongjiang-provinsen i nordöstra Kina.